# Bosna-Kupplung
Die Bosna-Kupplung ist eine Mittelpufferkupplung, die überwiegend in den Ländern der ehemaligen Österreich-Ungarischen Monarchie, in Serbien sowie in Bulgarien bei Schmalspurbahnen mit bosnischer Spur (760 mm) verwendet wird. Ihren Namen bekam sie nach der k. u. k. Bosnabahn im heutigen Bosnien-Herzegowina. Technisch ist sie eine Kombination aus Trichterkupplung und Balancierhebelkupplung.

## Geschichte

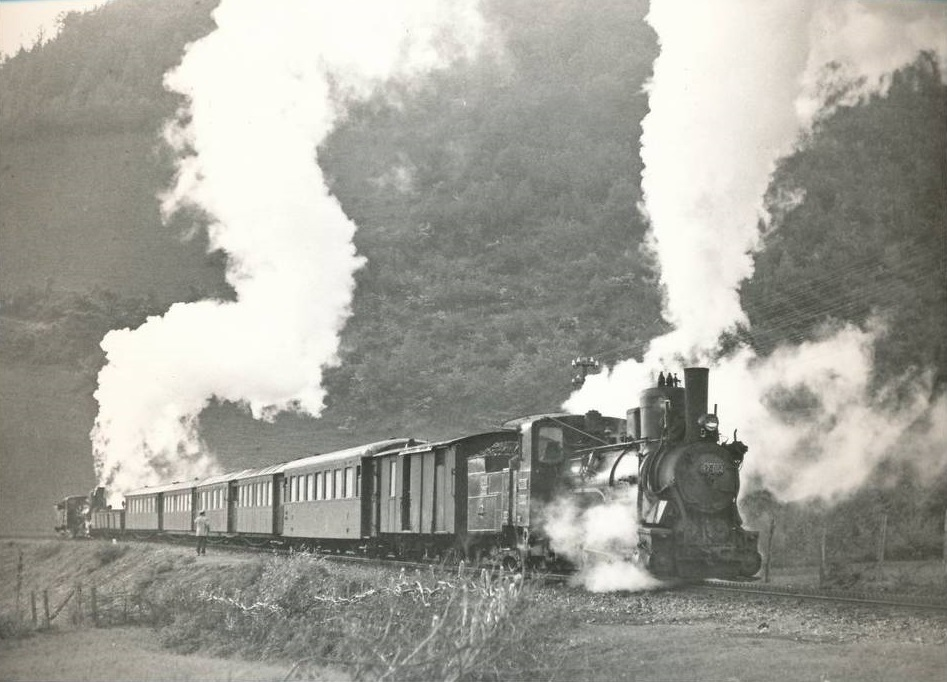
Nachgeschobener Personenzug am Komarpass

Passend zum Feldbahn-ähnlichen Betrieb kamen auf der Bosnabahn anfänglich einfache Pufferbalken und Kettenkupplungen zum Einsatz. Die ersten Wagen der Hernalser Waggonfabrik ab 1879 besaßen dagegen bereits Trichterkupplungen mit einem gefederten Mittelpuffer, welche mittels einer Kuppelöse und eingesteckten Bolzen verbunden wurden. Während einer Übergangszeit befanden sich unter dem Puffer noch zusätzliche Haken zum Kuppeln mit den älteren Wagen.
Ab 1882 war dann der überwiegende Teil der Fahrzeuge mit Trichterkupplungen ausgerüstet. Das für die Kurvenfahrt notwendige Spiel der Kuppelbolzen in den Augen des Kuppeleisens führte allerdings zu einer hohen Stoß- und Ruckbelastung, was neben mangelndem Komfort bei den Personenzügen auch den Verschleiß erhöhte und die gewünschten höheren Geschwindigkeiten einschränkte. Ab 1888 wurden deshalb zusätzlich beidseitige Schraubenkupplungen angebracht (auch Balancier-Kupplung genannt), dadurch konnte der Zugverband weitgehend spielfrei gekuppelt werden. Auch ein Nachschieben war damit möglich und erlaubt, sogar auf den Zahnstangen-Rampen mit bis zu 60 ‰ Steigung. In Österreich war dagegen der Nachschiebe-Betrieb verboten.
Aus militärischen Gründen wurde ein Großteil der Schmalspurbahnen in der k.u.k. Monarchie mit einer Spurweite von 760 mm errichtet und mit einem recht einheitlichen Fuhrpark betrieben. Dazu gehörte neben dem Vakuumbremssystem aber auch die hier beschriebene Kupplung der Fahrzeuge. Dadurch fand die Bosna-Kupplung weite Verbreitung in den heutigen Ländern Österreich, Tschechien, Slowakei, Polen, Ukraine, Ungarn, Rumänien, Bosnien-Herzegowina, Kroatien, Slowenien und Italien. Aber auch in Serbien und Bulgarien kam diese Form der Kupplung zum Einsatz – im ersteren Fall wegen der geplanten Verbindung mit dem bosnischen Schmalspurnetz und in Bulgarien wurde sie mit Beutefahrzeugen im Ersten Weltkrieg importiert und dann beibehalten.
Einige Bahnen (beispielsweise die Salzkammergut-Lokalbahn oder die Steiermärkischen Landesbahnen) verzichteten allerdings auf die beiden Schraubenkupplungen, der Mittelpuffer und die Kuppeleisen sind aber kompatibel.

## Beschreibung

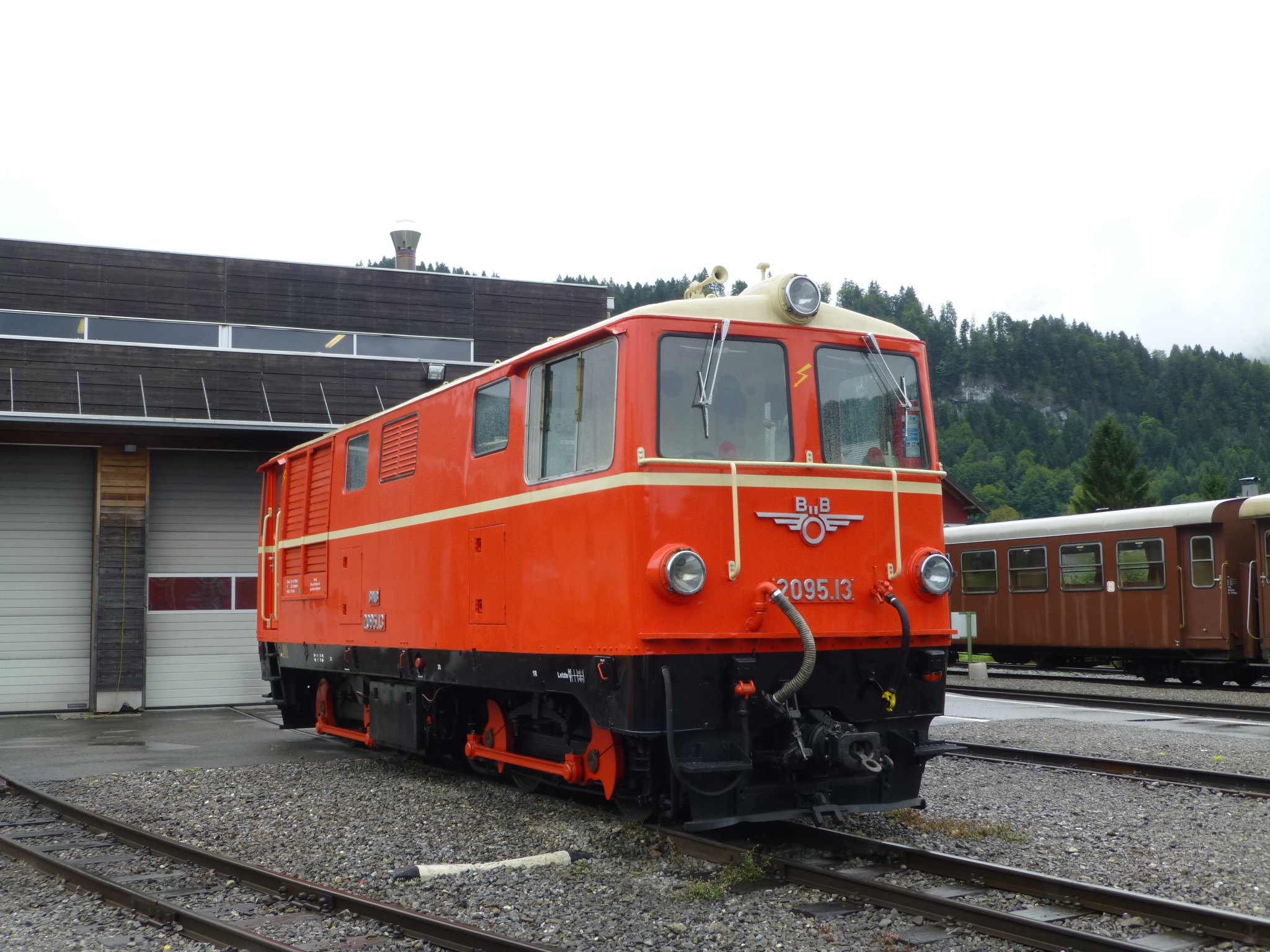
Ex ÖBB 2095.013 mit herabgeklappter Gabel zur seitlichen Fixierung der Bosna-Kupplung

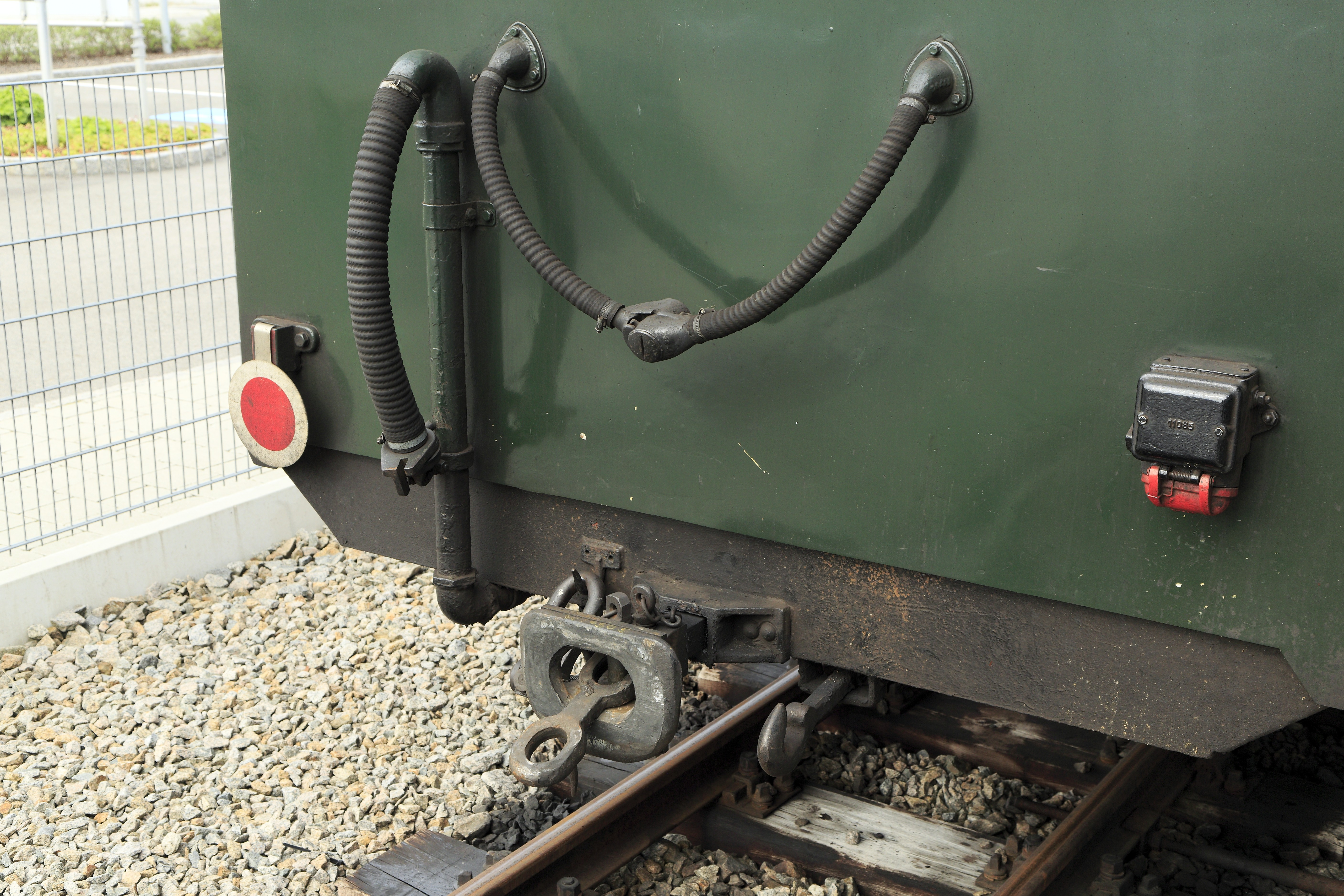
Bosna-Kupplung ohne Seitenbeweglichkeit bei einem zweiachsigen Wagen

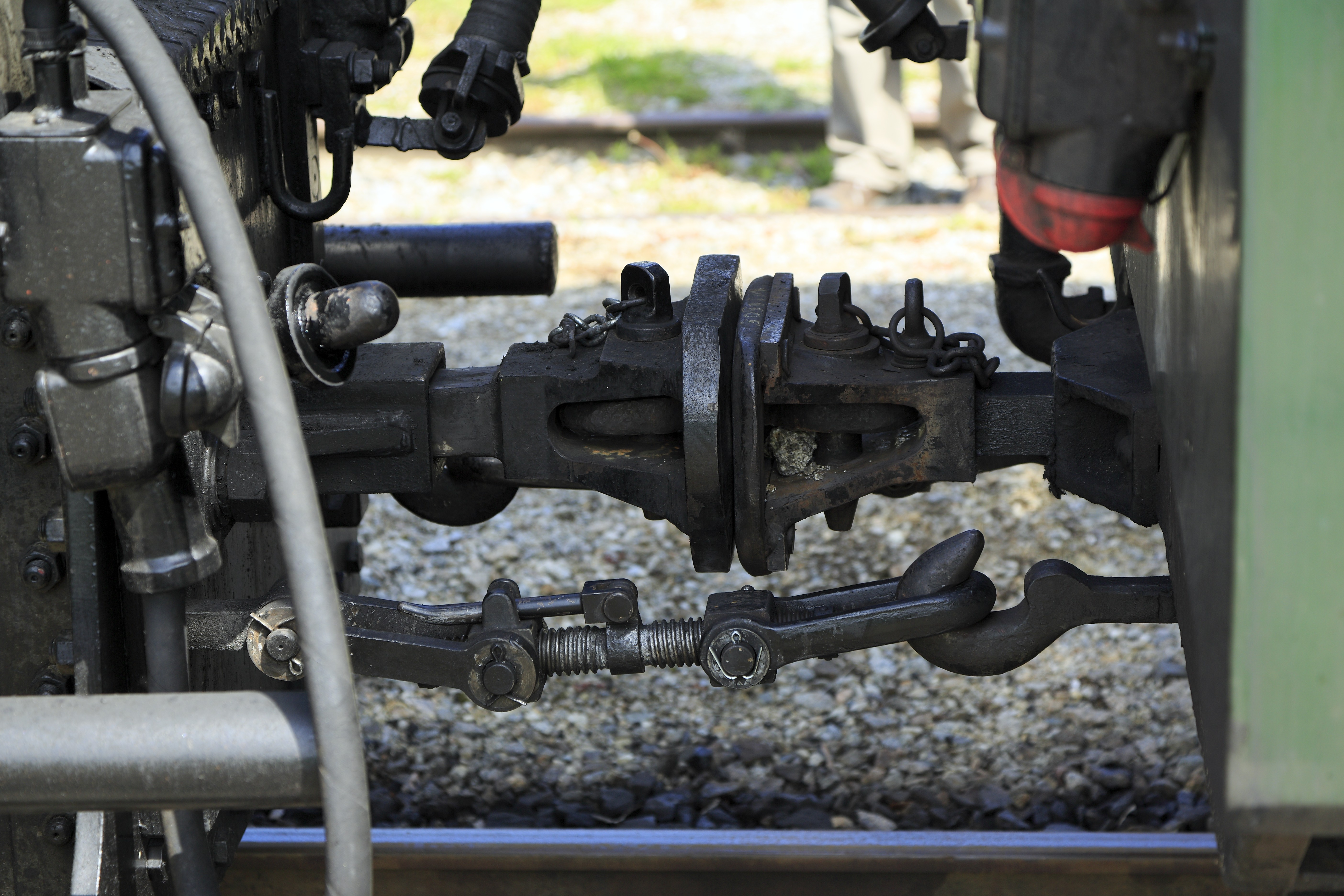
Vollständig gekuppelt mit Kuppeleisen und Schraubenkupplung

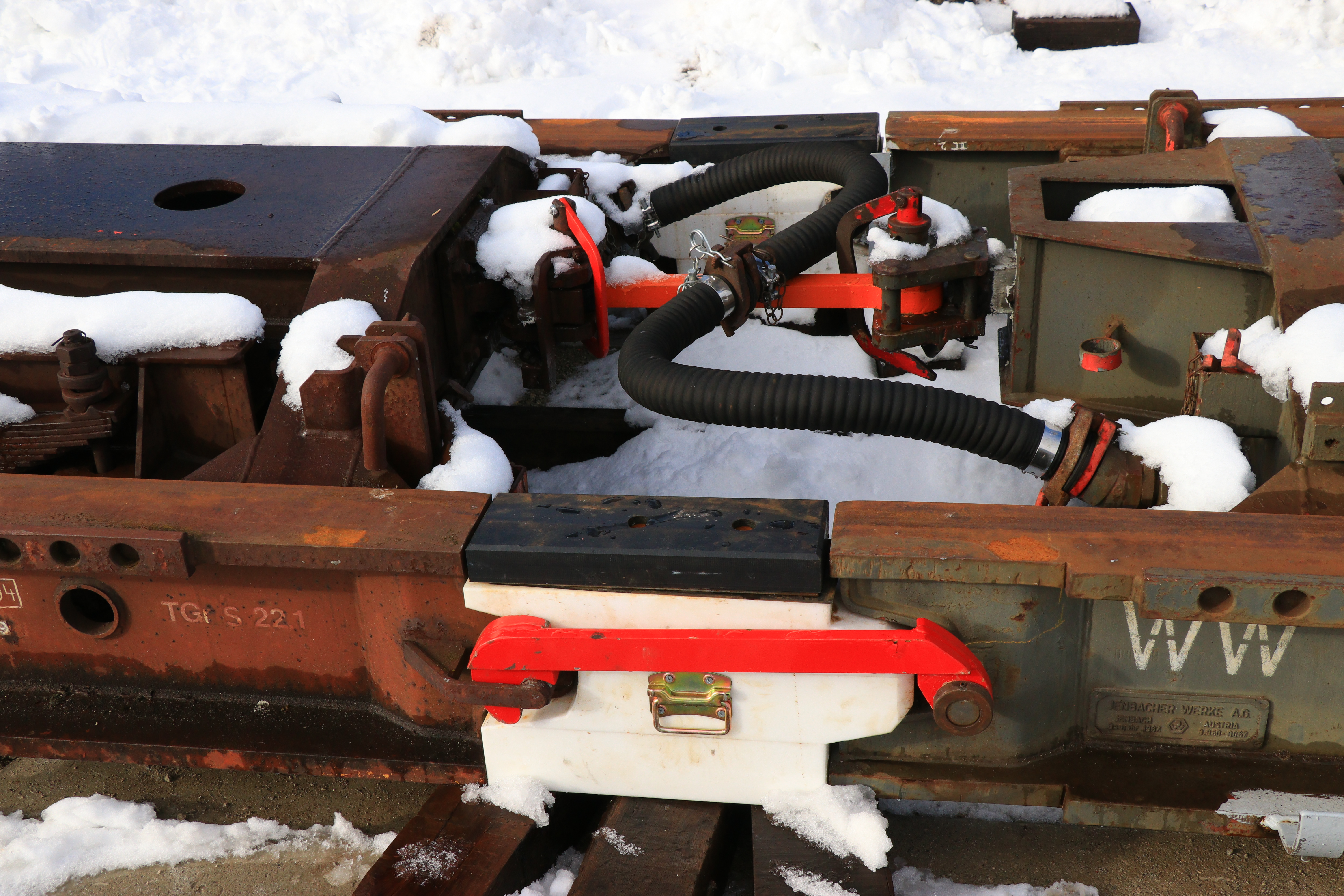
Langes Kuppeleisen (mittig, rot) zum Kuppeln von Rollwagen bei der Zillertalbahn; vorne ein Schwenkbügel zur Verbindung der Wagen beim Aufschemeln

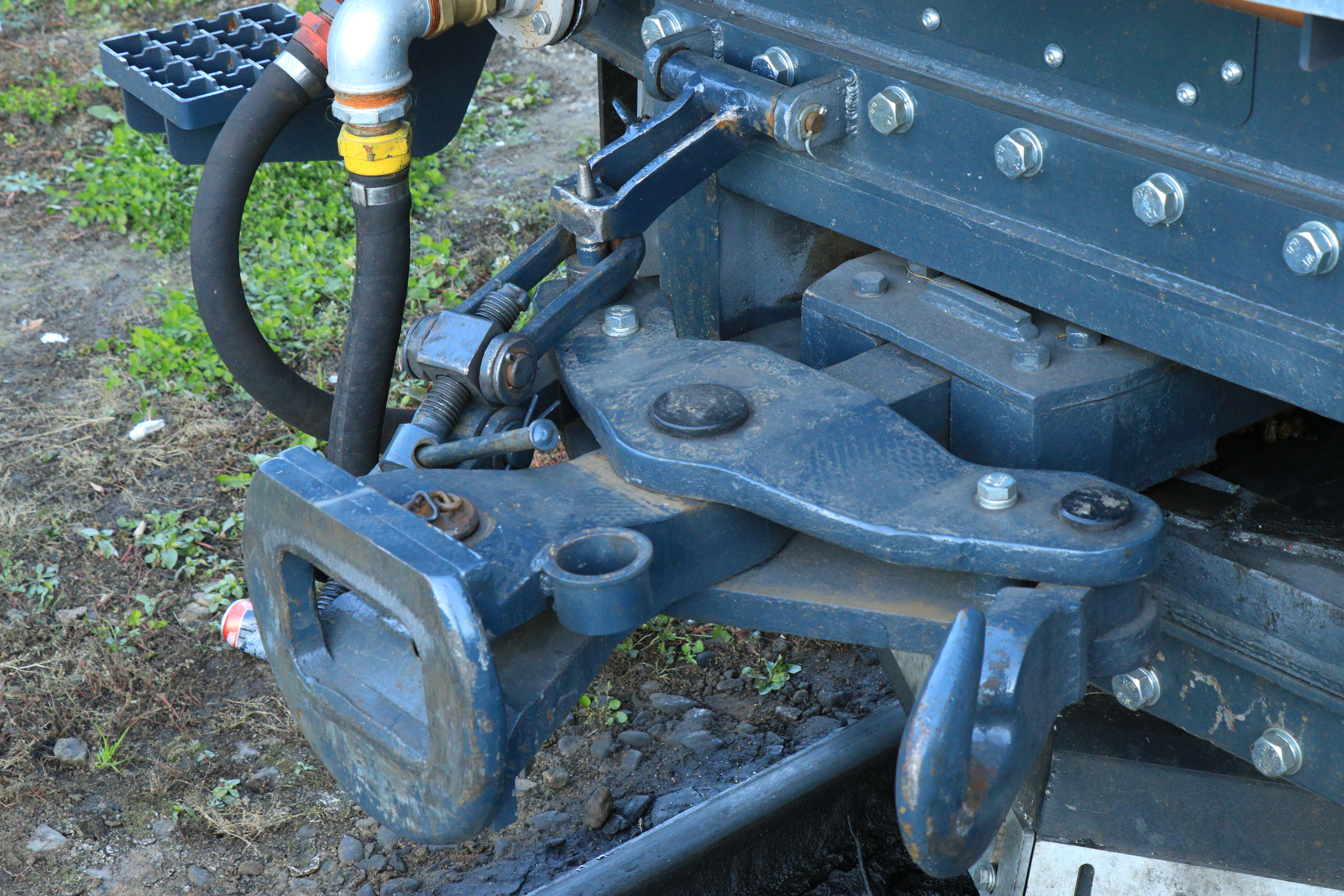
Seitenbewegliche Kupplung einer BDŽ-Lokomotive

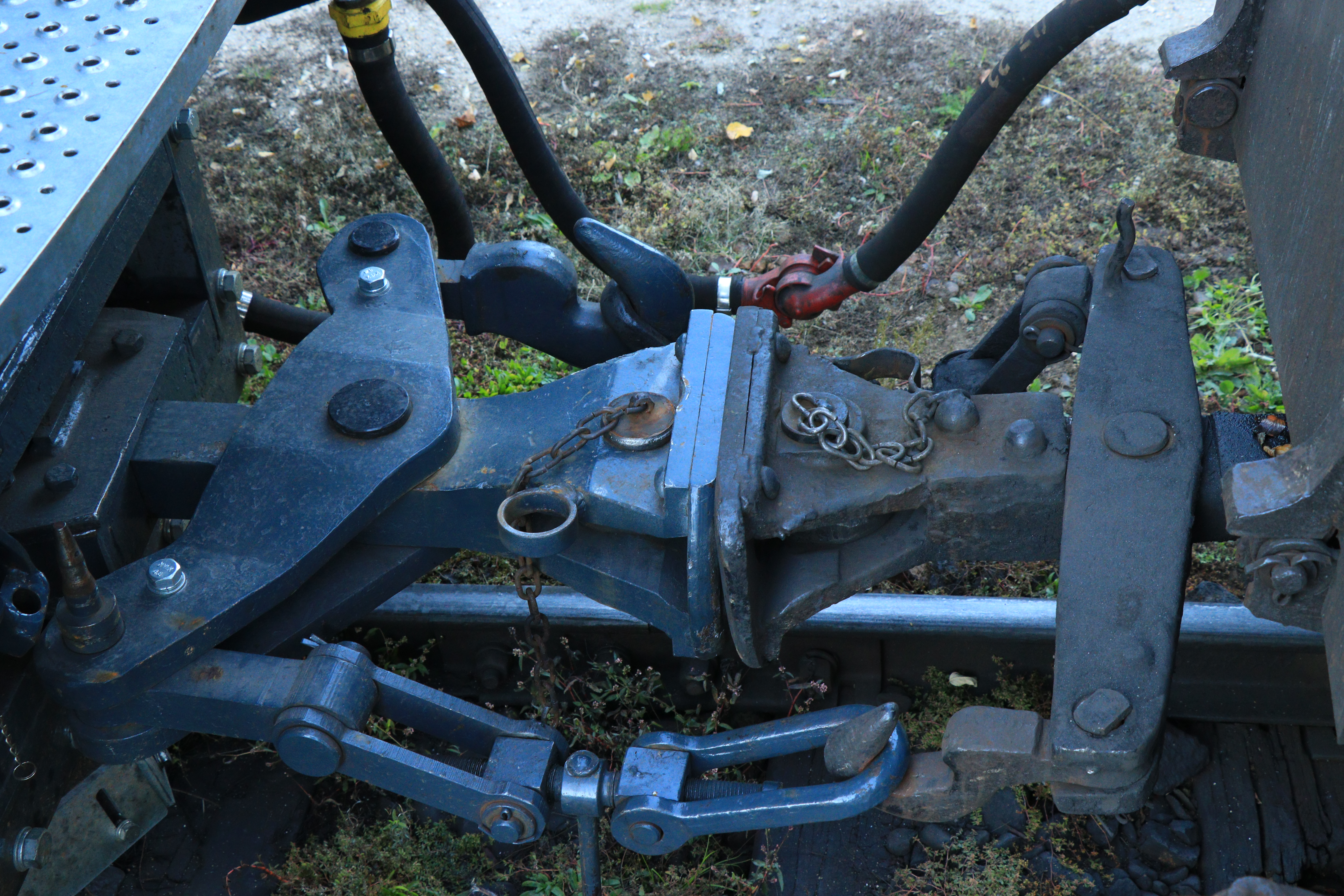
Nicht spannbare Schraubenkupplungen in Bulgarien

Im Unterschied zu den oft eher filigran ausgeführten Puffertellern üblicher Trichterkupplungen sind diese bei der Bosna-Kupplung recht dickwandig ausgeführt. In der großen stirnseitigen Öffnung hat das Kuppeleisen (umgangssprachlich Achter genannt) ausreichend Spiel in Seiten- und Höhenrichtung, allerdings muss es deswegen zum Kuppeln deutlich angehoben werden – ansonsten stößt es gegen den gegenüberliegenden Pufferteller. Früher kam dazu üblicherweise der Stock der Verschieberfahne zum Einsatz, trotzdem besteht dabei eine gewisse Quetschgefahr. Beim Verschub werden die Wagen üblicherweise ohne die Schraubenkupplungen verbunden, erst beim Zusammenstellen eines Zuges werden diese eingehängt und mit geringem Spiel gespannt.
Bei zweiachsigen Fahrzeugen oder bei solchen mit dem Puffer am Drehgestell sind die Puffer nicht seitenbeweglich, bei Drehgestellfahrzeugen mit der Pufferführung im Rahmen ist dagegen ein seitliches Spiel notwendig. Für den Rollfahrzeugbetrieb mit Kuppelstangen sind diese Puffer aber seitlich fixierbar, um sie am Ausknicken zu hindern. Dafür kommen entweder klappbare oder steckbare Verriegelungen zum Einsatz. 
Die Kuppeleisen gibt es in mehreren Ausführungen: 
- eine symmetrische mit zwei Langlöchern (siehe Bild links)
- ein Langloch und ein spielarmes Rundloch (alte Ausführung)
- zum Kurzkuppeln von Rollwagen in einer Länge von ca. 500 mm, ebenfalls mit kreisförmigen Löchern für den Kuppelbolzen
- bei größeren Höhenunterschieden in gekröpfter Form
- oder auch ganz einfache Kuppelösen ähnlich einem großen Kettenglied (für recht einfache Verhältnisse, vor allem bei Wald- und Werksbahnen)

Die Langlöcher für den Kuppelbolzen weisen in den Kuppeleisen ein recht großes Spiel auf, bei den bis zu 8 m langen Kuppelstangen für den Rollwagenbetrieb sind diese allerdings kreisförmig und haben nur wenig Spiel. Die Mittenhöhe der Kupplung liegt bei 570 mm über Schienenoberkante. Bei den Rollwagen der ÖBB lag diese etwas tiefer, ein Kuppeln mit einem langen Kuppeleisen zum Höhenausgleich war also noch möglich. Die Zillertalbahn hat eine wesentlich tiefere Position der Kupplung bei den Rollwagen im Gebrauch, dort benötigt man in jedem Fall eine Kuppelstange mittlerer Länge zwischen Triebfahrzeug und Rollwagen.
Mit der Einführung von Triebwagen mit Scharfenbergkupplung (StLB VT 31–35 bzw. ÖBB 5090 und später 4090) wurden – meist nach oben klappbare – Übergangskupplungen erforderlich, mit den Loks der Bauart D 75 BB-SE von Gmeinder kamen dann auch deutlich massiver ausgeführte Adapter zum Einsatz. Für den Verschub im Werkstättenbereich gibt es aber auch recht leicht und einfach ausgeführte Adapter.

### Abweichende Ausführung
Bei den Fahrzeugen der Rhodopenbahn werden die Schraubenkupplungen nur als zusätzliche Sicherheit genutzt, ein Spannen bis zum bleibenden Kontakt der Pufferteller ist dort aus geometrischen Gründen aufgrund der Lage des Balanciers nicht möglich.